# Maialen Axpe
Maialen Axpe Etxabe (Mondragón, 4 maggio 1993) è un'astista spagnola di origine basca.

## Biografia
Originaria dei Paesi Baschi, Axpe compete a livello nazionale a partire dalla fine degli anni 2010, esordendo internazionalmente a Barcellona ai Mondiali juniores 2012. Nel 2018 entra a far parte della nazionale spagnola gareggiando agli Europei di Berlino e vincendo una medaglia d'argento ai Campionati ibero-americani in Perù.

## Palmarès
| Anno | Manifestazione             | Sede       | Evento           | Risultato | Prestazione | Note |
| ---- | -------------------------- | ---------- | ---------------- | --------- | ----------- | ---- |
| 2012 | Mondiali U20               | Barcellona | Salto con l'asta | 24ª (q)   | 3,85 m      |      |
| 2013 | Europei U23                | Tampere    | Salto con l'asta | 24ª (q)   | 3,70 m      |      |
| 2014 | Camp. del Mediterraneo U23 | Aubagne    | Salto con l'asta | nm        | nm          |      |
| 2015 | Europei U23                | Tallinn    | Salto con l'asta | 17ª (q)   | 4,00 m      |      |
| 2018 | Giochi del Mediterraneo    | Tarragona  | Salto con l'asta | 10ª       | 4,01 m      |      |
| 2018 | Europei                    | Berlino    | Salto con l'asta | 19ª (q)   | 4,35 m      |      |
| 2018 | Camp. ibero-americani      | Trujillo   | Salto con l'asta | Argento   | 4,20 m      |      |
| 2019 | Europei indoor             | Glasgow    | Salto con l'asta | 17ª (q)   | 4,25 m      |      |